# Acidi teicoici

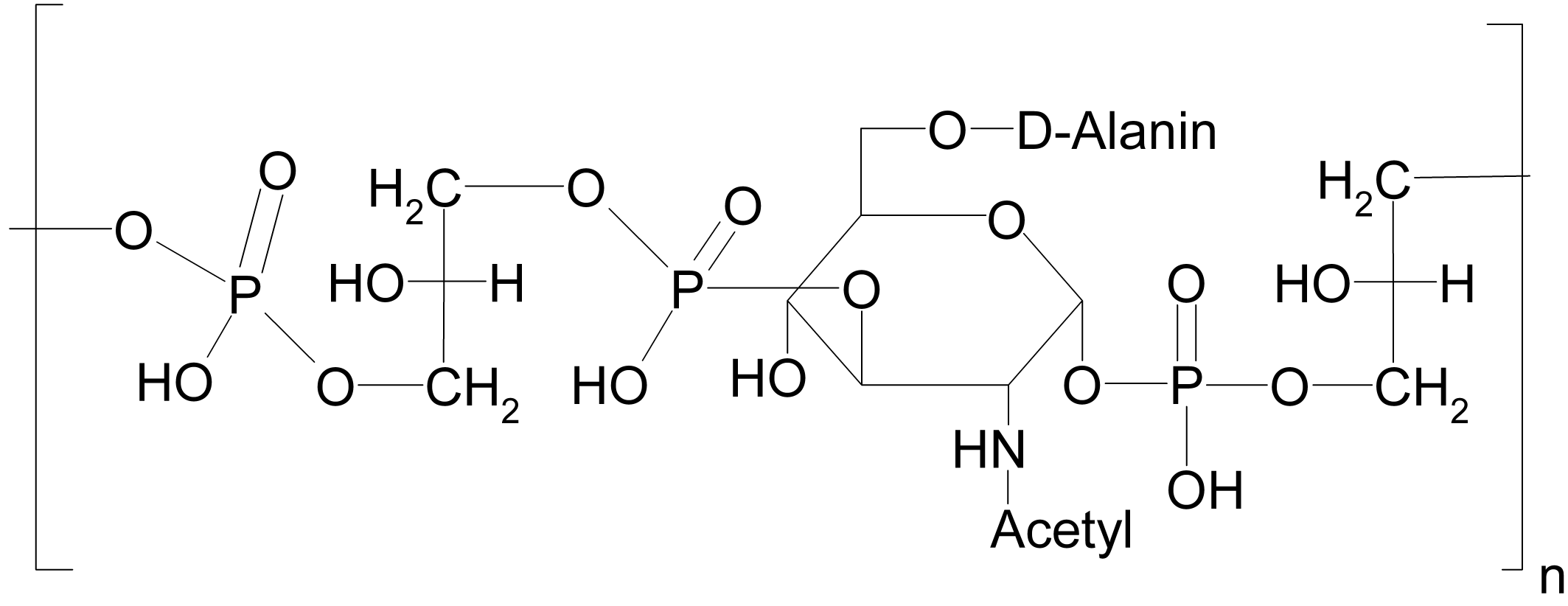
Unità ripetitiva di un acido teicoico da Micrococcaceae

Gli acidi teicoici sono una componente importante nella parete dei batteri Gram positivi. Essi sono molecole che attraversano completamente la parete e sono dei polimeri di alcoli polivalenti legati tra loro attraverso un gruppo fosfato.
Gli acidi teicoici sono divisi in due classi:
- Glicerol - teicoici: chiamati così perché l'alcol che forma tali polimeri è il glicerolo. Costituito da 3 atomi di carbonio, impegna quelli esterni con il fosfato, mentre quello centrale è impegnato da un gruppo R, vale a dire può essere una diversa molecola a seconda dell'acido. Il gruppo R può essere infatti un idrogeno, uno zucchero, un amminozucchero o amminoacidi come la D-Alanina.

- Ribitol - teicoici: l'alcol che forma il polimero è il ribitolo, costituito da cinque atomi di carbonio,a cui è legato un'altra molecola dello stesso tipo sempre tramite gruppo fosfato. Presenta un'alanina legata al carbonio 2 e un gruppo R (come un idrogeno o uno zucchero) legato al carbonio 4.

Gli acidi tecoici sono associati con il peptidoglicano o con i lipidi della membrana citoplasmatica. In quest'ultimo caso si parla di acidi lipoteicoici. 
Avendo una carica negativa, questi acidi rendono negativa la parete dei gram positivi. Essi non sono presenti nei gram negativi. Per la loro sintesi richiedono molto fosfato. In sua carenza i batteri producono in alternativa acidi teicouronici.
Non si è ancora scoperta l'esatta funzione degli acidi teicoici, ma pare che abbiano un ruolo significativo nella patogenesi.
Dal punto di vista funzionale, essi contribuiscono a definire le  caratteristiche chimico-fisiche dell'involucro, a controllare il movimento degli ioni, e in particolare l'assimilazione dei cationi metallici, e controllano l'attività delle autolisine. Possono inoltre essere fonte di fosfato in caso di carenza.